# Saeima
Saeima je parlament Republike Latvije. Je enodomni parlament s 100 poslanci. Poslanci so voljeni na volitvah, ki so navadno razpisane enkrat na štiri leta, ponavadi na prvo soboto v oktobru. V parlament se uvrstijo stranke, ki so osvojile več kot 5 % glasov volivcev. Poslanci so izvoljeni iz petih volilnih enot: Kurzeme (13 poslancev), Latgale (15 poslancev), Riga (30 poslancev), Vidzeme (27 poslancev) in Zemgale (15 poslancev).
Saeimo lahko razpusti predsednik države in razpiše predčasne volitve.

## Trenutna sestava
| 10. sklic Saeime 2018 -    | 10. sklic Saeime 2018 - | 10. sklic Saeime 2018 -              | 10. sklic Saeime 2018 - | 10. sklic Saeime 2018 - |
| Ime stranke                | Število poslancev       |                                      | Ime stranke             | Število poslancev       |
| Koalicija                  | Koalicija               | Opozicija                            | Opozicija               |                         |
| -------------------------- | ----------------------- | ------------------------------------ | ----------------------- | ----------------------- |
| Jaunā konservatīvā partija | 15 / 100                | Sociāldemokrātiskā partija "Saskaņa" | 22 / 100                |                         |
| Attīstībai/Par!            | 13 / 100                | Zaļo un Zemnieku savienība           | 10 / 100                |                         |
| Nacionālā apvienība        | 12 / 100                | Neodvisni                            | 6 / 100                 |                         |
| Kam pieder valsts?         | 10 / 100                |                                      |                         |                         |
| Vienotība                  | 8 / 100                 |                                      |                         |                         |
| Podpirajo koalicijo        |                         |                                      |                         |                         |
| neodvisni                  | 4 / 100                 |                                      |                         |                         |